# Coupe du Stanley Pool de football
La Coupe du Stanley Pool de Football est une ancienne compétition de football organisée par la Fédération de Football Association du Pool, où s'affrontaient les clubs de Léopoldville (Congo belge, aujourd'hui Kinshasa) et de Brazzaville (Congo français).
Son nom provient du Stanley Pool, aujourd'hui appelé Pool Malebo, un lac séparant les deux capitales.

## Histoire

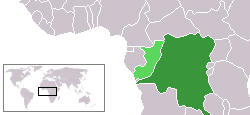
Localisation du Moyen-Congo (vert clair) et du Congo belge (vert foncé).

## Palmarès
- 1928: ES Congolaise (Léopoldville)
- 1929: CO Les Nomades (Léopoldville)
- 1930: ES Congolaise (Léopoldville)
- 1931: AS Léopoldville
- 1932: Diables Rouges (Brazzaville)
- 1933: non attribué
- 1934: AS Portuguesa (Léopoldville)
- 1935: AS Portuguesa (Léopoldville)
- 1936: CS Belge (Léopoldville)
- 1937: CA Brazzaville
- 1938: CS Belge (Léopoldville)